# Adam Korol
Adam Marek Korol (født 20. august 1974 i Gdańsk) er en polsk tidligere roer og olympisk guldvinder samt nuværende politiker fra Borgerplatformen.

## Roning
Korol indledte sin karriere i dobbeltfirer og var med til at blive nummer fire ved VM i 1994, men ved OL 1996, hvor han roede dobbeltsculler, blev det blot til en 13. plads. Derpå kom han til at ro sammen med Marek Kolbowicz, og det gik bedre, da de vandt VM-bronze i 1998. Duoen deltog i OL 2000 i Sydney, hvor det blev til en sjetteplads.
I den følgende sæson vendte Korol og Kolbowicz sammen tilbage til dobbeltfireren, og denne båd vandt VM-sølv i 2002 og VM-bronze i 2003. Ved OL 2004 blev det til en fjerdeplads, men fra den følgende sæson blev der skiftet ud i besætningen, der så bestod af Konrad Wasielewski, Michał Jeliński, Kolbowicz og Korol, hvilket straks gav resultat, da kvartetten dette år vandt VM-guld, en præstation de gentog de to følgende år.
Polakkerne var derfor klare favoritter ved OL 2008 i Beijing og vandt da også deres indledende heat og semifinale sikkert, selv om deres tider ikke var imponerende. I finalen gav Korol og resten af holdet sig dog fuldt ud og vandt med et forspring på mere end to sekunder til Italien, der fik sølv, men Frankrig fik bronze.
Den polske kvartet vandt derpå endnu en VM-guldmedalje i 2009 samt EM-guld i 2010, hvorpå Korol tog en pause fra roningen i det meste af den følgende sæson. Han var dog tilbage i båden i 2012, men den polske dominans i dobbeltsculleren var ved at være ovre, og ved OL 2012 i London blev det til en sjetteplads, hvorpå Korol indstillede sin elitekarriere.

## Videre karriere
Korol er siden gået ind i politik for partiet Borgerplatformen. Han blev valgt ind i Sejmen i 2015. Han var i en periode minister for sport og turisme.

## OL-medaljer
- 2008:  Guld i dobbeltfirer